# Moschea Dzhuma
La moschea Dzhuma è una moschea-cattedrale di Tashkent, Uzbekistan. Fu costruita nel 1451 dallo sceicco Uboydullo Khoja Akhror (1404-1490). È una moschea del venerdì infatti il suo appellativo è Moschea Jama.

## Descrizione
L'edificio principale ha la forma di un cubo, sovrastato da una cupola con quattro piccole finestre e un cilindro basso. Sulla parete est, di fronte al cortile, ci è tagliato un grande arco. La disposizione della moschea è secondo l'asse est-ovest.